# Ayesha Takia

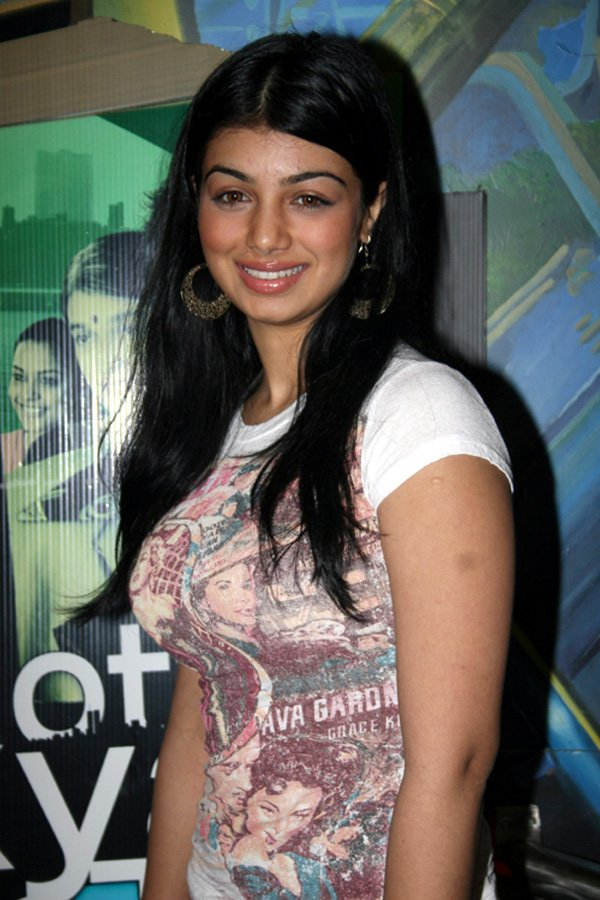
Ayesha Takia

Ayesha Takia (Hindi: आयशा टाकिया, Āyaśā Ṭākiyā) (* 10. April 1986 in Bombay, Indien) ist eine indische Schauspielerin.

## Biografie
Ayesha Takia kommt aus einer gemischten Familie. Ihr Vater ist Gujarate und ihre Mutter ist halb Britin und halb Marathin. Sie ist mit Englisch als Muttersprache aufgewachsen und musste für ihre Filmrollen Hindi und Telugu lernen.
Sie erschien erstmals in einer berühmten Kampaigne I'm a Complan Boy! I'm a Complan Girl! mit Shahid Kapoor. Mit fünfzehn machte sie  in einem Musikvideo von Falguni Pathak, zu dem Lied Meri Chunar Udd Udd Jaye, mit. Danach stand sie mit dem Video Shake It Daddy wieder vor der Kamera und machte die Filmindustrie auf sich aufmerksam und ihr wurden einige Filmrollen angeboten.
Sie unterzeichnete erst den Film  Socha Na Tha gefolgt von Taarzan: The Wonder Car. Da aber der zweitgenannte Film zuerst in den Kinos kam, wird er als ihr Debütfilm bezeichnet. Für die Rolle in Taarzan: The Wonder Car gewann sie dann auch schließlich den Filmfare Award/Bestes Debüt.
Danach drehte sie einige Filme, die an den Kassen floppten. Doch mit Dor wurde sie für ihre Arbeit sehr gelobt und hat auch ein paar Preise gewonnen.
Sie ist mit Farhan Azmi verheiratet.

## Filmografie
- 2004: Taarzan: The Wonder Car
- 2004: Dil Maange More
- 2005: Socha Na Tha
- 2005: Shaadi No. 1
- 2005: Super (Telugu-Film)
- 2005: Home Delivery: Aapko... Ghar Tak
- 2006: Liebe mit Tricks (Shaadi Se Pehle)
- 2006: Yun Hota Toh Kya Hota
- 2006: Dor – Liebe deinen Nächsten (Dor)
- 2007: Salaam-e-Ishq
- 2007: Kya Love Story Hai
- 2007: Fool N Final
- 2007: Cash
- 2007: Blood Brothers
- 2007: No Smoking...!
- 2008: Sunday
- 2008: De Taali
- 2009: 8x10 Tasveer
- 2009: Wanted
- 2010: Paathshala
- 2010: Delhi Safari
- 2010: Aap Ke Liye Hum
- 2010: Bemisaal

## Auszeichnungen
- Filmfare Award/Bestes Debüt für Taarzan: The Wonder Car und Dil Maange More (2004)
- IIFA Award/Beste Debütantin für Taarzan: The Wonder Car und Socha Na Tha (2004)
- Star's Sabsey Favourite Nayi Heroine (2005)
- Star Screen Award/Beste Hauptdarstellerin-Kritikerpreis für Dor (2007)
- Stardust Award/Beste Nebendarstellerin für Dor (2007)
- Bengal Film Journalists' Association Awards, Best Actress für Dor (2007)
- Zee Cine Award/Kritikerpreis – Beste Darstellerin mit Gul Punag für Dor (2007)